# Anna Šišková
Anna Šišková (* 30. června 1960 Žilina) je slovenská herečka.

## Život
Studovala na Pedagogické fakultě Univerzity Pavla Jozefa Šafárika v Prešově (1979–1982), kde v letech 1980–1981 byla členkou činohry Divadla Jonáše Záborského. Od roku 1981 působila v trnavském Divadle pro děti a mládež (dnešní Divadlo Jána Palárika) a později přešla do bratislavského Divadla Astorka Korzo '90. Za své herecké kreace získala v letech 2001 a 2003 slovenskou divadelní cenu DOSKY.

## Osobní život
S Jaroslavem Filipem má dceru Dorotu. Byla vdaná za režiséra Juraje Nvotu, se kterým má druhou dceru Terezu. Obě jsou aktivní ve filmovém umění. Jejím druhým manželem byl režisér Jiří Chlumský.

## Filmografie
- 1985 Tichá radost (žena v županu)
- 1987 Úsměv ďábla (asistentka produkce)
- 1994 Na krásném modrém Dunaji (servírka)
- 2000 Krajinka (Kamasová)
- 2000 Musíme si pomáhat (Marie Čížková)
- 2001 Vadí nevadí (Pašova matka)
- 2002 Kruté radosti (Helena)
- 2003 Zůstane to mezi námi (Anna)
- 2005 Konečná stanice (Vitálošová)
- 2005 Sluneční stát (Vilma)
- 2006 Letiště, TV seriál
- 2007 Tajnosti
- 2012 Profesionáli (Mjr.Ria Demovič)
- 2012 7 dní hříchů
- 2014 10 pravidel jak sbalit holku
- 2017 Špína (matka)
- 2023 A máme, co jsme chtěli (Viola Varchal)